# Velille (distrito)
O distrito peruano de Velille é um dos oito distritos da Província de Chumbivilcas, situase no Departamento de Cusco, perteneciente a Departamento de Cusco, Peru.

## Transporte
O distrito de Velille é servido pela seguinte rodovia:
- PE-3SW, que liga o distrito de Yauri (Região de Cusco) à cidade
- PE-3SG, que liga o distrito de Challhuahuacho (Região de Apurímac)  à cidade de Ayaviri (Região de Puno)
- CU-117, que liga o distrito à cidade de Colquemarca
- CU-115, que liga o distrito à cidade de Livitaca [1][2][3]